# Deputados de Portugal no Parlamento Europeu (2019-2024)
Esta é uma lista dos 21 deputados ao Parlamento Europeu eleitos por Portugal para a nona legislatura (2019-2024). 

## 9.ª legislatura do Parlamento Europeu (2019–2024)

### PS - Delegação do Partido Socialista (9 deputados)
| Delegação do PS - Aliança Progressista dos Socialistas e Democratas (9)                             | Delegação do PS - Aliança Progressista dos Socialistas e Democratas (9) | Delegação do PS - Aliança Progressista dos Socialistas e Democratas (9) | Delegação do PS - Aliança Progressista dos Socialistas e Democratas (9) | Delegação do PS - Aliança Progressista dos Socialistas e Democratas (9) | Delegação do PS - Aliança Progressista dos Socialistas e Democratas (9) | Delegação do PS - Aliança Progressista dos Socialistas e Democratas (9) | Delegação do PS - Aliança Progressista dos Socialistas e Democratas (9) |                        |
| Deputado (Nascimento–Morte)                                                                         | Retrato                                                                 | Início do mandato                                                       | Fim do mandato                                                          | Comissões Parlamentares                                                 | Partido                                                                 | Partido                                                                 | Grupo político europeu                                                  | Grupo político europeu |
| --------------------------------------------------------------------------------------------------- | ----------------------------------------------------------------------- | ----------------------------------------------------------------------- | ----------------------------------------------------------------------- | ----------------------------------------------------------------------- | ----------------------------------------------------------------------- | ----------------------------------------------------------------------- | ----------------------------------------------------------------------- | ---------------------- |
| Pedro Manuel Dias de Jesus Marques (1976–)                                                          |                                                                         | 2 de julho de 2019                                                      | presente                                                                | AFET ECON                                                               |                                                                         | Partido Socialista                                                      | S&D                                                                     |                        |
| Maria Manuel de Lemos Leitão Marques (1952–)                                                        |                                                                         | 2 de julho de 2019                                                      | presente                                                                | IMCO JURI FEMM (suplente)                                               |                                                                         | Partido Socialista                                                      | S&D                                                                     |                        |
| Manuel Pedro Cunha da Silva Pereira (1962–) Vice-presidente do Parlamento Europeu                   |                                                                         | 2 de julho de 2019                                                      | presente                                                                | ECON AFCO INTA (suplente)                                               |                                                                         | Partido Socialista                                                      | S&D                                                                     |                        |
| Maria Margarida Ferreira Marques (1954–)                                                            |                                                                         | 2 de julho de 2019                                                      | presente                                                                | BUDG INTA ECON (suplente)                                               |                                                                         | Partido Socialista                                                      | S&D                                                                     |                        |
| André Jorge Dionísio Bradford (1970–2019) Faleceu a 18.07.2019                                      |                                                                         | 2 de julho de 2019                                                      | 18 de julho de 2019 (faleceu)                                           | AGRI PECH REGI (suplente)                                               |                                                                         | Partido Socialista                                                      | S&D                                                                     |                        |
| Sara Alexandra Rodrigues Cerdas (1989–)                                                             |                                                                         | 2 de julho de 2019                                                      | presente                                                                | ENVI TRAN (suplente)                                                    |                                                                         | Partido Socialista                                                      | S&D                                                                     |                        |
| José Carlos das Dores Zorrinho (1959–)                                                              |                                                                         | 2 de julho de 2019                                                      | presente                                                                | ITRE DEVE (suplente)                                                    |                                                                         | Partido Socialista                                                      | S&D                                                                     |                        |
| Maria Isabel Coelho Santos (1968–)                                                                  |                                                                         | 2 de julho de 2019                                                      | presente                                                                | AFET LIBE                                                               |                                                                         | Partido Socialista                                                      | S&D                                                                     |                        |
| Manuel Francisco Pizarro de Sampaio e Castro (1964–) Renunciou a 09.09.2022                         |                                                                         | 2 de julho de 2019                                                      | 9 de setembro de 2022 (renunciou ao mandato)                            | EMPL PECH ENVI (suplente) CULT (suplente)                               |                                                                         | Partido Socialista                                                      | S&D                                                                     |                        |
| Isabel Maria Estrada Carvalhais (1973–) Preenche a vaga ocorrida pelo falecimento de André Bradford |                                                                         | 3 de setembro de 2019                                                   | presente                                                                | AGRI PECH REGI (suplente)                                               |                                                                         | Partido Socialista                                                      | S&D                                                                     |                        |
| João Duarte Albuquerque (1986–) Preenche a vaga ocorrida pela renúncia ao mandato de Manuel Pizarro |                                                                         | 13 de setembro de 2022                                                  | presente                                                                | EMPL PECH ENVI (suplente) CULT (suplente)                               |                                                                         | Partido Socialista                                                      | S&D                                                                     |                        |

### PPD/PSD - Delegação do Partido Social Democrata (6 deputados)
| Delegação do PSD - Grupo do Partido Popular Europeu (6)                                                                        | Delegação do PSD - Grupo do Partido Popular Europeu (6) | Delegação do PSD - Grupo do Partido Popular Europeu (6) | Delegação do PSD - Grupo do Partido Popular Europeu (6) | Delegação do PSD - Grupo do Partido Popular Europeu (6) | Delegação do PSD - Grupo do Partido Popular Europeu (6) | Delegação do PSD - Grupo do Partido Popular Europeu (6) | Delegação do PSD - Grupo do Partido Popular Europeu (6) |                        |
| Deputado (Nascimento–Morte) | Retrato                                                 | Início do mandato                                       | Fim do mandato                                          | Comissões Parlamentares                                 | Partido                                                 | Partido                                                 | Grupo político europeu                                  | Grupo político europeu |
| --- | ------------------------------------------------------- | ------------------------------------------------------- | ------------------------------------------------------- | ------------------------------------------------------- | ------------------------------------------------------- | ------------------------------------------------------- | ------------------------------------------------------- | ---------------------- |
| Paulo Artur dos Santos Castro de Campos Rangel (1968–) Renunciou ao mandato a 01.04.2024                                       |                                                         | 2 de julho de 2019                                      | 1 de abril de 2024 (renunciou ao mandato)               | LIBE AFCO AFET (suplente)                               |                                                         | Partido Social Democrata                                | PPE                                                     |                        |
| Ana Lídia Fernandes Oliveira Pereira (1991–)                                                                                   |                                                         | 2 de julho de 2019                                      | presente                                                | ECON ENVI (suplente)                                    |                                                         | Partido Social Democrata                                | PPE                                                     |                        |
| José Manuel Ferreira Fernandes (1967–) Renunciou ao mandato a 01.04.2024                                                       |                                                         | 2 de julho de 2019                                      | 1 de abril de 2024 (renunciou ao mandato)               | BUDG AGRI EMPL (suplente)                               |                                                         | Partido Social Democrata                                | PPE                                                     |                        |
| Maria da Graça Martins da Silva Carvalho (1955–) Renunciou ao mandato a 01.04.2024                                             |                                                         | 2 de julho de 2019                                      | 1 de abril de 2024 (renunciou ao mandato)               | PECH ITRE FEMM IMCO (suplente)                          |                                                         | Partido Social Democrata                                | PPE                                                     |                        |
| Álvaro dos Santos Amaro (1953–) Renunciou ao mandato a 06.07.2023                                                              |                                                         | 2 de julho de 2019                                      | 6 de julho de 2023 (renunciou ao mandato)               | AGRI REGI (suplente)                                    |                                                         | Partido Social Democrata                                | PPE                                                     |                        |
| Cláudia Sofia Gomes Monteiro de Aguiar (1982–) Renunciou ao mandato a 04.04.2024                                               |                                                         | 2 de julho de 2019                                      | 4 de abril de 2024 (renunciou ao mandato)               | TRAN PECH (suplente)                                    |                                                         | Partido Social Democrata                                | PPE                                                     |                        |
| Carlos Miguel Maximiano de Almeida Coelho (1960–) Preenche a vaga ocorrida pela renúncia ao mandato de Álvaro Amaro            |                                                         | 7 de julho de 2023                                      | presente                                                | CONT REGI (suplente)                                    |                                                         | Partido Social Democrata                                | PPE                                                     |                        |
| Ana Miguel Marques Neves dos Santos (1981–) Preenche a vaga ocorrida pela renúncia ao mandato de Paulo Rangel                  |                                                         | 2 de abril de 2024                                      | presente                                                | LIBE AFCO AFET (suplente)                               |                                                         | Partido Social Democrata                                | PPE                                                     |                        |
| Teófilo Agostinho Martins Araújo dos Santos (1951–) Preenche a vaga ocorrida pela renúncia ao mandato de José Manuel Fernandes |                                                         | 2 de abril de 2024                                      | presente                                                | BUDG AGRI EMPL (suplente)                               |                                                         | Partido Social Democrata                                | PPE                                                     |                        |
| Vânia Andreia Lopes Neto (1979–) Preenche a vaga ocorrida pela renúncia ao mandato de Maria da Graça Carvalho                  |                                                         | 2 de abril de 2024                                      | presente                                                | PECH ITRE FEMM (suplente) IMCO (suplente)               |                                                         | Partido Social Democrata                                | PPE                                                     |                        |
| Ricardo Jorge Morgado da Costa (1987–) Preenche a vaga ocorrida pela renúncia ao mandato de Cláudia Monteiro de Aguiar         |                                                         | 5 de abril de 2024                                      | presente                                                | TRAN PECH (suplente)                                    |                                                         | Partido Social Democrata                                | PPE                                                     |                        |

### BE - Delegação do Bloco de Esquerda (2 deputados)
| Delegação do BE - Esquerda Unitária Europeia/Esquerda Nórdica Verde (2)                            | Delegação do BE - Esquerda Unitária Europeia/Esquerda Nórdica Verde (2) | Delegação do BE - Esquerda Unitária Europeia/Esquerda Nórdica Verde (2) | Delegação do BE - Esquerda Unitária Europeia/Esquerda Nórdica Verde (2) | Delegação do BE - Esquerda Unitária Europeia/Esquerda Nórdica Verde (2) | Delegação do BE - Esquerda Unitária Europeia/Esquerda Nórdica Verde (2) | Delegação do BE - Esquerda Unitária Europeia/Esquerda Nórdica Verde (2) | Delegação do BE - Esquerda Unitária Europeia/Esquerda Nórdica Verde (2) |                        |
| Deputado (Nascimento–Morte)                                                                        | Retrato                                                                 | Início do mandato                                                       | Fim do mandato                                                          | Comissões Parlamentares                                                 | Partido                                                                 | Partido                                                                 | Grupo político europeu                                                  | Grupo político europeu |
| -------------------------------------------------------------------------------------------------- | ----------------------------------------------------------------------- | ----------------------------------------------------------------------- | ----------------------------------------------------------------------- | ----------------------------------------------------------------------- | ----------------------------------------------------------------------- | ----------------------------------------------------------------------- | ----------------------------------------------------------------------- | ---------------------- |
| Marisa Isabel dos Santos Matias (1976–) Renunciou ao mandato 25.03.2024                            |                                                                         | 2 de julho de 2019                                                      | 25 de março de 2024 (renunciou ao mandato)                              | AFET ITRE ENVI (suplente)                                               |                                                                         | Bloco de Esquerda                                                       | GUE/NGL                                                                 |                        |
| José Guilherme Figueiredo Nobre de Gusmão (1976–)                                                  |                                                                         | 2 de julho de 2019                                                      | presente                                                                | ECON EMPL (suplente) LIBE (suplente)                                    |                                                                         | Bloco de Esquerda                                                       | GUE/NGL                                                                 |                        |
| Anabela Lopes Rodrigues (1976–) Preenche a vaga ocorrida pela renúncia ao mandato de Marisa Matias |                                                                         | 26 de março de 2024                                                     | presente                                                                | AFET ITRE ENVI (suplente)                                               |                                                                         | Bloco de Esquerda                                                       | GUE/NGL                                                                 |                        |

### PCP - Delegação do Partido Comunista Português (2 deputados)
| Delegação do Partido Comunista Português - Esquerda Unitária Europeia/Esquerda Nórdica Verde (2)          | Delegação do Partido Comunista Português - Esquerda Unitária Europeia/Esquerda Nórdica Verde (2) | Delegação do Partido Comunista Português - Esquerda Unitária Europeia/Esquerda Nórdica Verde (2) | Delegação do Partido Comunista Português - Esquerda Unitária Europeia/Esquerda Nórdica Verde (2) | Delegação do Partido Comunista Português - Esquerda Unitária Europeia/Esquerda Nórdica Verde (2) | Delegação do Partido Comunista Português - Esquerda Unitária Europeia/Esquerda Nórdica Verde (2) | Delegação do Partido Comunista Português - Esquerda Unitária Europeia/Esquerda Nórdica Verde (2) | Delegação do Partido Comunista Português - Esquerda Unitária Europeia/Esquerda Nórdica Verde (2) |                        |
| Deputado (Nascimento–Morte)                                                                               | Retrato                                                                                          | Início do mandato                                                                                | Fim do mandato                                                                                   | Comissões Parlamentares                                                                          | Partido                                                                                          | Partido                                                                                          | Grupo político europeu                                                                           | Grupo político europeu |
| --- | ------------------------------------------------------------------------------------------------ | ------------------------------------------------------------------------------------------------ | ------------------------------------------------------------------------------------------------ | ------------------------------------------------------------------------------------------------ | ------------------------------------------------------------------------------------------------ | ------------------------------------------------------------------------------------------------ | ------------------------------------------------------------------------------------------------ | ---------------------- |
| João Manuel Peixoto Ferreira (1978–) Renunciou ao mandato a 05.07.2021                                    |                                                                                                  | 2 de julho de 2019                                                                               | 5 de julho de 2021 (renunciou ao mandato)                                                        | TRAN PECH ENVI (suplente) AFCO (suplente)                                                        |                                                                                                  | Partido Comunista Português                                                                      | GUE/NGL                                                                                          |                        |
| Sandra Maria de Brito Pereira (1977–)                                                                     |                                                                                                  | 2 de julho de 2019                                                                               | presente                                                                                         | EMPL FEMM ITRE (suplente) AGRI (suplente)                                                        |                                                                                                  | Partido Comunista Português                                                                      | GUE/NGL                                                                                          |                        |
| João Nuno Calado Pimenta Lopes (1980–) Preenche a vaga ocorrida pela renúncia ao mandato de João Ferreira |                                                                                                  | 6 de julho de 2021                                                                               | presente                                                                                         | TRAN PECH ENVI (suplente) AFCO (suplente)                                                        |                                                                                                  | Partido Comunista Português                                                                      | GUE/NGL                                                                                          |                        |

### CDS-PP - Delegação do CDS – Partido Popular (1 deputado)
| Delegação do CDS – Partido Popular - Grupo do Partido Popular Europeu (1)                                    | Delegação do CDS – Partido Popular - Grupo do Partido Popular Europeu (1) | Delegação do CDS – Partido Popular - Grupo do Partido Popular Europeu (1) | Delegação do CDS – Partido Popular - Grupo do Partido Popular Europeu (1) | Delegação do CDS – Partido Popular - Grupo do Partido Popular Europeu (1) | Delegação do CDS – Partido Popular - Grupo do Partido Popular Europeu (1) | Delegação do CDS – Partido Popular - Grupo do Partido Popular Europeu (1) | Delegação do CDS – Partido Popular - Grupo do Partido Popular Europeu (1) |                        |
| Deputado (Nascimento–Morte)                                                                                  | Retrato                                                                   | Início do mandato                                                         | Fim do mandato                                                            | Comissões Parlamentares                                                   | Partido                                                                   | Partido                                                                   | Grupo político europeu                                                    | Grupo político europeu |
| --- | ------------------------------------------------------------------------- | ------------------------------------------------------------------------- | ------------------------------------------------------------------------- | ------------------------------------------------------------------------- | ------------------------------------------------------------------------- | ------------------------------------------------------------------------- | ------------------------------------------------------------------------- | ---------------------- |
| João Nuno Lacerda Teixeira de Melo (1966–) Renunciou ao mandato a 25.03.2024                                 |                                                                           | 2 de julho de 2019                                                        | 25 de março de 2024                                                       | LIBE INTA (suplente) ENVI (suplente) IMCO (suplente) PECH (suplente)      |                                                                           | CDS-PP                                                                    | PPE                                                                       |                        |
| Vasco Emanuel Vinagre Becker-Weinberg (1979–) Preenche a vaga ocorrida pela renúncia ao mandato de Nuno Melo |                                                                           | 26 de março de 2024                                                       | presente                                                                  | LIBE INTA (suplente) ENVI (suplente) IMCO (suplente) PECH (suplente)      |                                                                           | CDS-PP                                                                    | PPE                                                                       |                        |

### PAN - Delegação do Pessoas–Animais–Natureza (1 deputado; 2019–2020)[1]
| Delegação do Pessoas–Animais–Natureza - Verdes/Aliança Livre Europeia (1)                                    | Delegação do Pessoas–Animais–Natureza - Verdes/Aliança Livre Europeia (1) | Delegação do Pessoas–Animais–Natureza - Verdes/Aliança Livre Europeia (1) | Delegação do Pessoas–Animais–Natureza - Verdes/Aliança Livre Europeia (1) | Delegação do Pessoas–Animais–Natureza - Verdes/Aliança Livre Europeia (1) | Delegação do Pessoas–Animais–Natureza - Verdes/Aliança Livre Europeia (1) | Delegação do Pessoas–Animais–Natureza - Verdes/Aliança Livre Europeia (1) | Delegação do Pessoas–Animais–Natureza - Verdes/Aliança Livre Europeia (1) |                        |
| Deputado (Nascimento–Morte)                                                                                  | Retrato                                                                   | Início do mandato                                                         | Fim do mandato                                                            | Comissões Parlamentares                                                   | Partido                                                                   | Partido                                                                   | Grupo político europeu                                                    | Grupo político europeu |
| --- | ------------------------------------------------------------------------- | ------------------------------------------------------------------------- | ------------------------------------------------------------------------- | ------------------------------------------------------------------------- | ------------------------------------------------------------------------- | ------------------------------------------------------------------------- | ------------------------------------------------------------------------- | ---------------------- |
| Jorge Francisco Alves Vicente de Sousa Guerreiro (1984–) Deputado único do PAN entre 02.07.2019 e 16.06.2020 |                                                                           | 2 de julho de 2019                                                        | 16 de junho de 2020 (passou a deputado independente)                      | AGRI BUDG PECH                                                            |                                                                           | Pessoas-Animais-Natureza                                                  | Verdes/EFA                                                                |                        |

### Deputado independente (1)
| Verdes/Aliança Livre Europeia (1)                                                                     | Verdes/Aliança Livre Europeia (1) | Verdes/Aliança Livre Europeia (1) | Verdes/Aliança Livre Europeia (1) | Verdes/Aliança Livre Europeia (1)         | Verdes/Aliança Livre Europeia (1) | Verdes/Aliança Livre Europeia (1) | Verdes/Aliança Livre Europeia (1) |                        |
| Deputado (Nascimento–Morte)                                                                           | Retrato                           | Início do mandato                 | Fim do mandato                    | Comissões Parlamentares                   | Partido                           | Partido                           | Grupo político europeu            | Grupo político europeu |
| --- | --------------------------------- | --------------------------------- | --------------------------------- | ----------------------------------------- | --------------------------------- | --------------------------------- | --------------------------------- | ---------------------- |
| Jorge Francisco Alves Vicente de Sousa Guerreiro (1984–) Deputado independente a partir de 17.06.2020 |                                   | 17 de junho de 2020               | presente                          | AGRI PECH IMCO (suplente) BUDG (suplente) |                                   | Independente                      | Verdes/EFA                        |                        |